# 小山璃奈
小山 璃奈（こやま りな、2003年3月4日 - ）は、日本のグラビアアイドル、ファッションモデル。神奈川県出身。ボックスコーポレーション所属。女性アイドルグループ「マジカル・パンチライン」の元メンバー。旧芸名：小山 リーナ（こやま リーナ）。

## 略歴
小学6年生の時に、ローティーン向けファッション誌『ピチレモン』のオーディションを受けるも落選。その帰り道に原宿でスカウトされたのを皮切りに、同所などに出向くたび多数のスカウトを受けて現事務所を選択。レッスン生として通い、社内の新アイドルグループ・オーディション（後のマジカル・パンチライン）に合格する。
2015年12月25日発売のファッション誌『LOVE berry』復刊第1号で初掲載、ファッションモデルとしても活動。
2016年1月8日、佐藤麗奈率いる女性アイドルグループ「マジカル・パンチライン」2人目のメンバーとして加入し、同年7月20日にポニーキャニオンよりメジャーデビュー。
2017年11月、マジカル・パンチラインのメンバー・清水ひまわりと連名で、初のイメージビデオをリリース。
2019年1月、初のビジュアルブック『R』を刊行。
2020年11月3日、「マジカル・パンチライン」を卒業。
2021年3月15日発売の『週刊プレイボーイ 13号』にグラビア掲載。4月19日発売号での表紙掲載に向けて、Instagram上に小山リーナ×週刊プレイボーイ「WHITE ALBUM」アカウントを開設。また、自身の4月16日付けのTwitterで、4月19日から小山璃奈名義で活動することを明らかにした。
2022年12月、ラブライブ!シリーズ発のミュージカル「スクールアイドルミュージカル」に出演。12月16日には、初の写真集『Last Teen』を発売。

## 人物
旧名義である「リーナ」は芸名で本名は非公表。
趣味・特技は、ダンス、卓球、歌、ショッピング、フェイクスイーツ作りなど。好きなものは、ツインテール。鳥全般が大好きで家では「ココ」と「ナッツ」と言う名前の2匹のセキセイインコを飼っている。
色黒のためよくハーフと間違われるが、一家は純日本人であり、家族全員が色黒だと本人が語っている。家族には姉がいる。

### マジカル・パンチライン関連
マジカル・パンチラインでは加入当時最年少だったが、2019年2月に加入した新メンバー・吉澤悠華、吉田優良里の加入によって最年少ではなくなった。自己紹介のキャッチフレーズは「マジパンの魔力は未知数、最年少のリーナこと小山リーナです」。4人体制になってからは「マジパンの可愛い担当こと小山リーナです」（「可愛い」はファンや他のメンバーに言わせるのが恒例）になる。ファンの名称は「ラブリーナ」。
同学年の清水ひまわりとのコンビは「ひまわリーナ」と呼ばれ、共同の写真集を刊行したり「MixChannel」や「TikTok」などのアプリで「ひまわリーナ」名義のアカウントを開設するなど、ペアを組んだ活動もしている。また、2019年当時、清水と同じ学校に通っていた。

## 作品

### 映像
- 小山リーナ×清水ひまわり『ひまわリーナの夏休み』（2017年11月22日、ポニーキャニオン） - Blu-ray作品

### 写真集
- 小山リーナ1stビジュアルブック『R』（2019年1月31日、アイドルヴィレッジ、撮影：福田瞳） - ISBN 978-4909837080
- デジタル写真集『WHITE ALBUM～ゼロ～』（2021年4月19日、集英社、撮影：岡本武志）
- デジタル写真集『WHITE ALBUM～Re:Birth～』（2021年4月19日、集英社、撮影：岡本武志）
- 『Last Teen』（2022年12月16日、ワニブックス、撮影：西條彰仁） - ISBN 978-4847084614

### カレンダー
- 小山璃奈 2022.4-2023.3カレンダー（2022年3月4日、ワニブックス、撮影：西條彰仁） - ISBN 978-4847084157
- 小山璃奈 2023.4-2024.3カレンダー（2023年3月6日、ワニブックス、撮影：西條彰仁） - ISBN 978-4847084812
- 小山璃奈 2025年度カレンダー（2024年11月9日、ハゴロモ）

## 出演

### 映画
- TOKYO, I LOVE YOU（2023年11月10日、ナカチカピクチャーズ） - カレン 役[18]

### 配信ドラマ
- 「THE LONGHAIR SEVEN」第1話（2021年7月29日 - 、LINE VISION）[19][20]

### CM・広告・イメージモデル
- Fit's「2年F組 Fit's（フィッツ）組」（2017年2月 - 2018年2月、ロッテ）[21]
- ユニバーサル・スタジオ・ジャパン WebCM「ハロウィーンホラーナイト2018」（2018年秋、USJ）
- 森永のおいしい牛乳 WebCM「検証!小沢真珠はホットミルクでホッとする?」（2022年、森永乳業） - 事務所の先輩・小沢真珠と共演。

### ラジオ
- マジカル・パンチラインのマジラジ（2016年8月 - 9月[注 1]・2016年10月 - 、ラジオ日本）

### 雑誌
- LOVE berry（2016年 - 2017年、徳間書店 ※休刊） - ラブベモデル（レギュラーモデル）
- Chu→Boh（海王社）※Vol.74（2016年7月発売）、Vol.80（2017年7月発売）で単独表紙。Vol.77（2017年1月発売）、Vol.84（2018年3月発売）で清水ひまわりと2人で表紙。
- 週刊プレイボーイ No.48（2017年11月13日、集英社） - 清水ひまわりとともに
- girls! Vol.52（2017年12月14日、双葉社）
- 週刊プレイボーイ No.13（2021年3月15日、集英社）
- 週刊プレイボーイ No.18（2021年4月19日、集英社）
- UTB:G Vol.4（2021年8月31日、ワニブックス）[22]

### イベント
- 小山リーナ1stビジュアルブック『R』発売記念イベント（2019年1月12日、ヴィレッジヴァンガード渋谷 / 2月3日、エソラ池袋）
- 神が宿る場所〜ROAD TO 豊洲PIT レンタル緑公演〜（2019年4月4日、AKIBAカルチャーズ劇場）[23]
- 渋谷LOFT9 アイドル倶楽部 Vol.4（LOFT9 Shibuya、2019年5月20日）

### ミュージックビデオ
- ドラマストア「可愛い子にはトゲがある？」

### 舞台
- スクールアイドルミュージカル（2022年 - 2025年[注 2]）- 天草ヒカル 役[24][25]
- 舞台「オオカミの誘惑」（2022年7月23日 - 28日、博品館劇場） - 乾さゆり 役（ダブルキャスト）
- ミュージカル「コードギアス 反逆のルルーシュ 正道に准ずる騎士」（2023年9月16日 - 18日、京都劇場 / 9月23日 - 10月1日、サンシャイン劇場） - C.C. 役
- 魔法歌劇 アルマギア〜Episode.0〜（2023年11月2日 - 5日、シアター1010） - マーブル・ハチェット 役
- マクラコトバ（2024年7月4日 - 8日、あうるすぽっと）[26]
- ミュージカル「Neo Doll」（2024年11月29日 - 12月8日、シアターH） - サファイア 役[27]